# Walter Peña
Walter Peña Díaz Romero (La Paz, Bolivia; 1946 -La Paz, 16 de diciembre de 2011) fue un destacado periodista, locutor de radio y presentador de televisión boliviano, siendo uno de los pioneros y precursores en la televisión del país.

## Biografía
Walter Peña nació el año 1946 en la ciudad de La Paz. Comenzó sus estudios primarios en 1952 y los secundarios en 1960, saliendo bachiller en su ciudad natal el año 1963. 
Continuo con sus estudios profesionales, ingresando en 1964 a estudiar la carrera de comunicación social, graduándose como periodista de profesión el año 1969. Walter Peña incursionó en el ámbito del periodismo inicialmente como locutor de radio en las estaciones de "Radio Illimani" y "Radio Altiplano" durante la década de 1960.
Durante toda la década de 1970, Walter Peña trabajó en el canal estatal Televisión Boliviana (actual Bolivia TV) junto a los periodistas Jorge Hoffman y Margarita Arauz. 
A principios de la década de 1980, Walter comenzó a trabajar en diferentes canales televisivos privados, como ser Red ATB junto al destacado periodista Lorenzo Carri, Jimmy Iturri, Marcela Rengel y Casimira Lema y otros. Así como también llegó a trabajar en el canal SITEL (actualmente llamado Gigavisión).
Walter Peña falleció en la ciudad de La Paz el 16 de diciembre de 2011 a los 65 años de edad, a causa de una bronco aspiración. Su cuerpo fue velado en la funeraria Santa María del barrio de Miraflores, para luego ser enterrado.